# Papaios
Papaios var en gudom ur skytisk mytologi. 
Han var himmelens gud och son till Tabiti. 
Han förenades med Api, och tillsammans skapade de världen och blev människornas föräldrar. 
Han blev genom interpretatio graeca av grekerna tolkad som Uranos. 